# 章志堅
章志堅，江蘇省蘇州府吳縣人，清朝政治人物、進士出身。
光緒二年（1876年），登進士二甲第二名，授翰林院庶吉士。光緒三年四月，散館后授翰林院編修。